# Krankheitsgewinn
Krankheitsgewinn (englisch morbid gain) ist eine allgemeine Bezeichnung für die objektiven und/oder subjektiven Vorteile, die ein (tatsächlich oder vermeintlich) Kranker aus seiner Krankheit bzw. die ein Patient aus seiner Diagnose zieht.

## Allgemeines
Sobald ein Mensch die Rolle des Kranken einnimmt, kann er in der europäischen Kultur in der Regel davon ausgehen,
- von Alltagspflichten entbunden zu werden,
- Anteilnahme / Mitleid / Mitgefühl zu erfahren und/oder
- von seiner Umwelt schonend behandelt zu werden.

Auch kann der Kranke mit wirtschaftlicher Unterstützung von Sozialversicherungsträgern rechnen; er wird dadurch teilweise oder ganz von der eigenen Erwerbsarbeit entbunden.
Diese gesellschaftlich allgemein gewünschte Einstellung ist von Aggravation und Simulation zu unterscheiden:
- Simulation ist eine absichtliche und bewusste Vortäuschung und Nachahmung der Krankheitssymptome ohne Krankheitswert.
- Bei der Aggravation sind tatsächliche Krankheitsveränderungen vorhanden; diese werden absichtlich überbetont.[2]

Die Einteilung in primären Krankheitsgewinn und sekundären Krankheitsgewinn geht zurück auf Sigmund Freud, den Begründer der Psychoanalyse.

## Primärer und sekundärer Krankheitsgewinn
Der primäre Krankheitsgewinn (innerer Krankheitsgewinn) besteht in inneren oder direkten Vorteilen, die der kranke Mensch aus seinen Symptomen zieht: z. B. kann er dadurch als unangenehm empfundenen Situationen oder Konflikten aus dem Weg gehen. Das Symptom wird dann zwar als unangenehm erlebt, jedoch erlaubt es dem Kranken, keine sofortige (aus dem Konflikt herausführende) Entscheidung treffen zu müssen (oft erkennt er einen Konflikt, den er hat oder in dem er steht, gar nicht als solchen). Er fühlt sich nur in einer unangenehmen (für ihn z. Z. ausweglos erscheinenden) Situation, welche ihn schwächt. Der Zusammenhang zwischen Konflikt und Krankheitssymptomen wird nicht für möglich gehalten und bleibt unbewusst. Auch kann das Symptom unbewusst dazu dienen, unangenehmeren Konflikten aus dem Weg zu gehen (z. B. das plötzliche Erkranken vor einer schweren Prüfung). Ein Beispiel wäre, wenn eine hysterische Blindheit einem hilft, angstauslösende Situationen nicht mehr zu sehen.
Der sekundäre Krankheitsgewinn (äußerer Krankheitsgewinn) besteht in den äußeren Vorteilen, die der kranke Mensch aus bestehenden Symptomen ziehen kann, wie dem Zugewinn an Aufmerksamkeit und Beachtung durch seine Umwelt und/oder z. B. der Möglichkeit, im Bett bleiben zu können und dort Nahrung serviert zu bekommen. Stavros Mentzos sieht in diesem Aspekt eine allgemeine Bedeutung des Symptoms, die nicht nur bei der Hysterie, sondern auch bei anderen psychischen Auffälligkeiten wie etwa bei Zwängen und Phobien einen kommunikativen Aspekt dieser Symptomsprache offenbaren und damit gleichzeitig auch einen therapeutischen Zugang ermöglichen.

## Tertiärer und quartärer Krankheitsgewinn
Der tertiäre Krankheitsgewinn besteht in Vorteilen für die Umgebung des Erkrankten. Beispielsweise kann für Angehörige die zu erbringende Pflege als Bereicherung empfunden werden, da der Pflegende spürt, gebraucht zu werden, eine besondere Kompetenz erhält und sich so als Heilsbringer sehen kann (in D. E. Biegel, E. Sales, R. Schulz: Family caregiving in chronic illness. Newbury Park, Sage, 1991.). Im weitesten Sinne erhalten alle Berufe des Gesundheitswesens einen tertiären Krankheitsgewinn, siehe auch Helfersyndrom.
Der quartäre Krankheitsgewinn bezeichnet die ideologische Um- und Aufwertung des Leidens oder der Krankheit.